# Hedberg (ort)
Hedberg  (umesamiska: Gualbanåjvvie) är en by i Arvidsjaurs kommun i Norrbottens län, vid sjön Söderträsket, omkring tre mil sydväst om Arvidsjaur och fyra mil norr om Malå.
I Hedberg finns ett bensinstationsmuseum, inhyst i en gammal BP-mack från 1950-talet.